# Hendrik Wade Bode

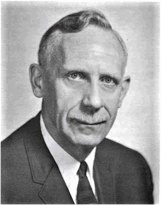
Hendrik Wade Bode

Hendrik Wade Bode (Madison (Wisconsin), 24 december 1905 – Cambridge (Massachusetts), 21 juni 1982) was een Amerikaans technicus, uitvinder, auteur en wetenschapper met Nederlandse voorouders. Hij was een pionier op het gebied van de regeltechniek en de elektronische telecommunicatie. Hij is vooral bekend van het Bodediagram, een grafische voorstellingsmethode van de overbrengingsverhouding van een lineair regelsysteem.

## Biografie
Bodes vader was professor en faculteitsmedewerker aan de universiteit van Illinois te Urbana-Champaign (UIUC) ten tijde dat Hendrik oud genoeg was om naar de basisschool te gaan. Hij kwam terecht op de Leal basisschool en doorliep in een zodanig hoog tempo het schoolsysteem van Urbana dat hij al op 14-jarige leeftijd slaagde voor zijn highschooldiploma.
Direct na het afronden van zijn highschool schreef hij zich in om toegelaten te worden aan de universiteit van Illinois, maar werd er afgewezen vanwege zijn jonge leeftijd. Decennia later, in 1977, kreeg hij van dezelfde universiteit een eredoctoraat. Wel werd hij toegelaten tot de Ohio State University, waar zijn vader les gaf. Hier verkreeg Hendrik in 1924 – hij was nog geen twintig jaar oud – zijn bachelor en in 1926 zijn mastergraad, beide in de wiskunde. Na het behalen van zijn master bleef hij bij universiteit, waar hij een extra jaar werkte als onderwijsassistent.
Na de universiteit werd Bode aangenomen bij Bell Labs in New York, waar hij zijn wetenschappelijke carrière begon als ontwerper van elektronische filters en equalizers. Aansluitend, in 1929, werd hij ingedeeld bij de Mathematical Research Group waar hij excelleerde in onderzoek naar elektronische netwerktheorie en hun toepassing in de lange afstandstelecommunicatie. Gesteund door Bell Labs keerde hij terug naar school, ditmaal naar de Columbia-universiteit, waar hij in 1935 met succes zijn doctoraal (Ph.D.) in de natuurkunde behaalde. In 1938 ontwikkelde hij zijn asymptotische fase- en magnitudediagram, wat uiteindelijk leidde tot het Bodediagram – een diagram waarin de logaritme van de versterking en de faseverdraaiing zijn uitgezet tegen die van de frequentie.
Gedurende de Tweede Wereldoorlog richtte Bode zijn aandacht op militaire toepassingen van zijn eerdere onderzoek naar regelsystemen. Ter erkenning van zijn wetenschappelijke bijdragen aan de oorlogsinspanningen werd hij in 1948 door president Harry S. Truman onderscheiden met de Presidential Medal for Merit. Na de oorlog zette hij bij Bell Labs zijn militaire werk voort, waaronder die in raketsystemen en moderne communicatietoepassingen. Hij was actief betrokken bij het werk van een aantal overheidscomités en publiceerde vele wetenschappelijke en technische artikelen.
Na 41 dienstjaren bij Bell labs ging Bode in oktober 1967 met pensioen. Onmiddellijk werd hij aangesteld als Gordon McKay-professor van systeemkunde aan de Harvard-universiteit. In zijn nieuwe functie doceerde en begeleidde Bode afstuderenden.

## Erkenning
Bode was lid dan wel Fellow van diverse wetenschappelijke en technische verenigingen, waaronder de Institute of Electrical and Electronics Engineers (IEEE), de American Physical Society, de American Mathematical Society, de Society for Industrial and Applied Mathematics en de American Academy of Arts and Sciences. Verder aanzien verkreeg hij door zijn lidmaatschap van de National Academy of Sciences en de National Academy of Engineering.
In 1969 werd hij onderscheiden met de IEEE Edison Medal "voor zijn fundamentele bijdragen tot de kunst van communicatie, berekening en regeling; voor leiderschap om mathematische wetenschap toe te passen om technische problemen op te lossen en voor zijn advies en creatieve raadgeving in systeemkunde".